# Neeme (Saaremaa)
Koordinaten: 58° 30′ N, 21° 56′ O
Neeme ist ein Dorf (estnisch küla) auf der größten estnischen Insel Saaremaa. Es gehört zur Landgemeinde Saaremaa (bis 2017: Landgemeinde Kihelkonna) im Kreis Saare.
Das Dorf hat heute keine Einwohner mehr (Stand 31. Dezember 2011). Der Ort liegt zwischen der Ostsee-Bucht Uudepanga laht und dem See Põdragu järv.